# كرة القدم في تشيلي
كرة القدم في تشيلي (بالإسبانية: Fútbol en Chile)‏ هي الرياضة الأكثر شعبية في تشيلي.[بحاجة لمصدر] بدأ تاريخ اتحاد كرة القدم في البلاد مع البحارة الإنجليز ورحلاتهم بالقوارب بسبب الروابط التجارية المختلفة بين تشيلي وبريطانيا العظمى في القرن التاسع عشر.

## التاريخ

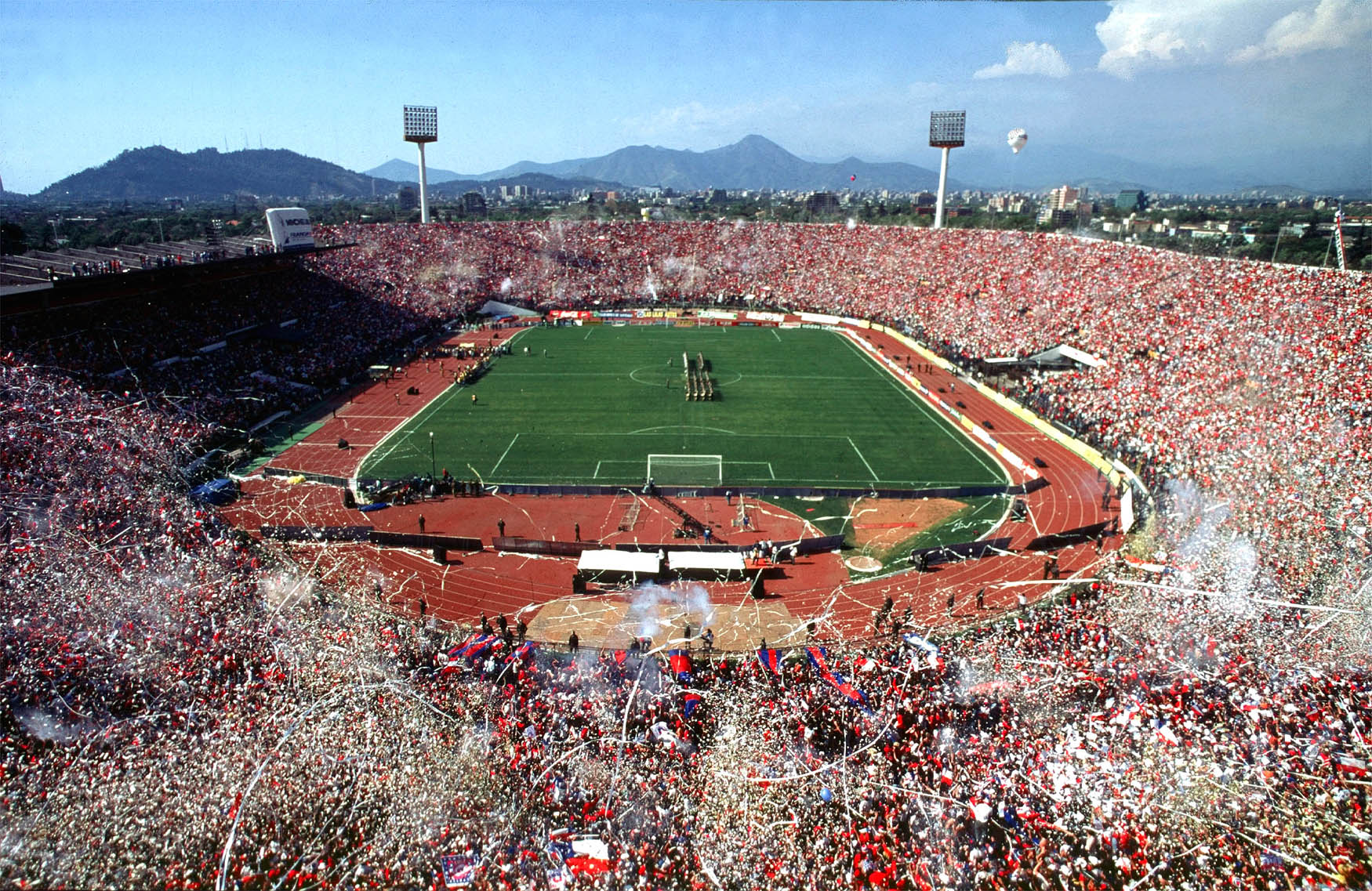
ملعب خوليو مارتينيز برادانوس الوطني

تم إحضار كرة القدم لأول مرة إلى تشيلي من قبل الإنجليز الذين عرضوا الرياضة خلال زياراتهم إلى الموانئ التجارية مثل فالبارايسو. كان التشيليون الذين يعيشون في المنطقة يشاهدون كيف تُلعب هذه الرياضة. في عام 1880، أدرجت العائلات الأرستقراطية التشيلية هذه الرياضة في طقوسها المعتادة التي جلبت المباريات الأولى في كرة القدم التشيلية. حدث هذا داخل حدود المدرسة البريطانية المسماة ماكاي إي ساذرلاند دي سيرو أليغري في فالبارايسو.
تأسس أقدم نادٍ في تشيلي في ميناء فالبارايسو، وأطلق عليه اسم نادي فالبارايسو لكرة القدم. تأسست الهيئة الإدارية لكرة القدم التشيلية اتحاد تشيلي لكرة القدم في عام 1895. كانت تشيلي أحد الأعضاء المؤسسين لكونميبول الذي أطلق أول بطولة دولية لأمريكا الجنوبية تُعرف الآن باسم كوبا أمريكا.
العوامل المهمة الأخرى التي ساعدت على انتشار كرة القدم في تشيلي كانت جولات الأندية من دول أخرى، مثل الأرجنتين وبيرو، التي أقيمت في تشيلي. علاوة على ذلك، ساعدت البطولات الأولى في أمريكا الجنوبية في جعل تشيلي قوة في عالم كرة القدم. بحلول الوقت الذي أقيمت فيه نهائيات كأس العالم لكرة القدم 1930 في أوروجواي، قدمت تشيلي أداءً جيدًا لكنها لم تتمكن من الوصول إلى الدور الثاني بسبب الخسارة أمام الأرجنتين وبالتالي حصولها على المركز الثاني. كانت الخطوة الرئيسية التالية على الساحة الدولية في نهائيات كأس العالم لكرة القدم 1962 التي أقيمت في تشيلي، وتم إنشاء سلسلة من القصص الشيقة حول انتصارات الفريق التشيلي التي جلبت الفرح للبلاد بعد الزلزال الرهيب الذي ألحق أضرارًا بالغة. الأمة. على الرغم من أن تشيلي لم تفز، إلا أن الفريق تمكن من الحصول على المركز الثالث في المسابقة.
تشيلي هي أيضًا واحدة من المنتخبات الوطنية الوحيدة في أمريكا الجنوبية التي وصلت إلى نهائي مسابقات الكبرى للرجال مع الأرجنتين والبرازيل وأوروغواي وفنزويلا، بعد أن احتلت المركز الثاني في كأس القارات 2017.
حاليًا، لا تزال كرة القدم التشيلية قوة في أمريكا اللاتينية. كان كولو كولو النادي التشيلي الوحيد الذي فاز ببطولة كوبا ليبرتادوريس في عام 1991. كما فاز بكوبا إنترامريكانا 1991 وريكوبا سودامريكانا 1992. لعبت أندية أخرى مثل كوبريلوا ويونيون إسبانيولا وأونيفرسيداد كاتوليكا النهائيات في المركز الثاني. وكان أونيفرسيداد دي تشيلي هو النادي التشيلي الوحيد الذي فاز ببطولة كوبا سودأمريكانا.
في كرة القدم النسائية، اكتسبت تشيلي سمعة أكبر. كان كولو كولو أول بطل غير برازيلي في كأس ليبرتادوريس للنساء، بعد أن فعل ذلك في نسخة 2012، وظلت منذ ذلك الحين كرة القدم النسائية التشيلية تعتبر قوة في أمريكا الجنوبية.

## المنتخبات الوطنية
يمثل المنتخب التشيلي تشيلي في جميع مسابقات كرة القدم الدولية. يتم التحكم في المنتخب من قبل اتحاد تشيلي لكرة القدم الذي تم تأسيسه عام 1895. فازوا بكوبا أمريكا في 2015 و2016. كما ظهروا في 9 بطولات لكأس العالم واستضافوا كأس العالم 1962 وحصلوا علي المركز الثالث. حققت تشيلي أعلى تصنيف لها على الإطلاق، حيث احتلت المركز الثالث بين أبريل ومايو 2016.
يتنافس أيضًا منتخب تشيلي النسائي ومنتخب أقل من 20 عامًا ومنتخب أقل من 17 عامًا. تأهل المنتخب التشيلي للسيدات لأول مرة على الإطلاق في كأس العالم للسيدات 2019.
كتب منتخب تشيلي لكرة القدم تحت 17 عامًا التاريخ من خلال أن يصبح أول منتخب تشيلي يلعب في كأس العالم لكرة القدم ثلاث مرات متتالية، بعد أن تأهل إلى كأس العالم تحت 17 سنة 2019 بعد استضافة 2015 والتأهل إلى نسخة2017.